# Bårse Sogn
Bårse Sogn ist eine Kirchspielsgemeinde (dän.: Sogn) im Süden der Insel Sjælland im südlichen Dänemark. Bis 1970 gehörte sie zur Harde Bårse Herred im damaligen Præstø Amt, danach zur Præstø Kommune im Storstrøms Amt, die im Zuge der Kommunalreform zum 1. Januar 2007 in der Vordingborg Kommune in der Region Sjælland aufgegangen ist.

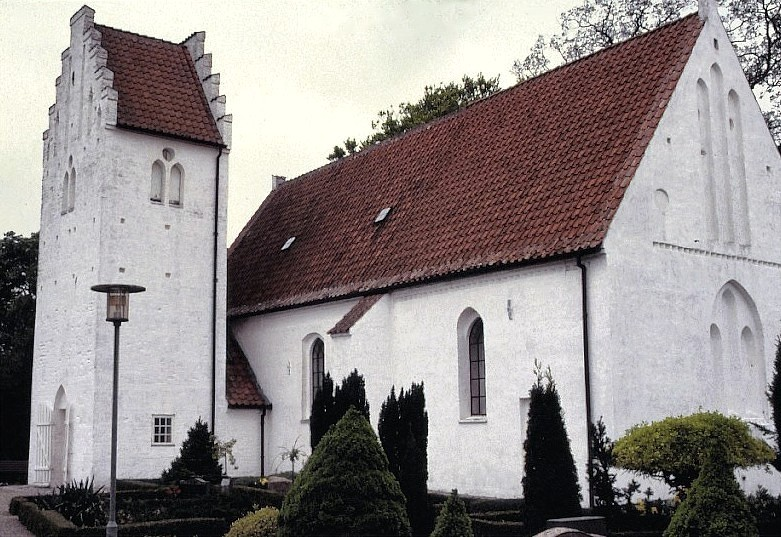
Bårse Kirke

Im Kirchspiel leben 790 Einwohner, davon 507 im Kirchdorf (Stand: 1. Januar 2023). Im Kirchspiel liegt die Kirche „Bårse Kirke“.
Nachbargemeinden sind im Süden und Osten Beldringe Sogn, im Süden Udby Sogn und im Westen Lundby Sogn, ferner in der benachbarten Næstved Kommune im Nordwesten Hammer Sogn und im Norden Snesere Sogn.